# Jacques Boyon
Pour les articles homonymes, voir Boyon.
Jacques Boyon, né le 30 septembre 1934 à Nantes et mort le 15 janvier 2019 à Courbevoie, est un haut fonctionnaire et homme politique français.

## Biographie

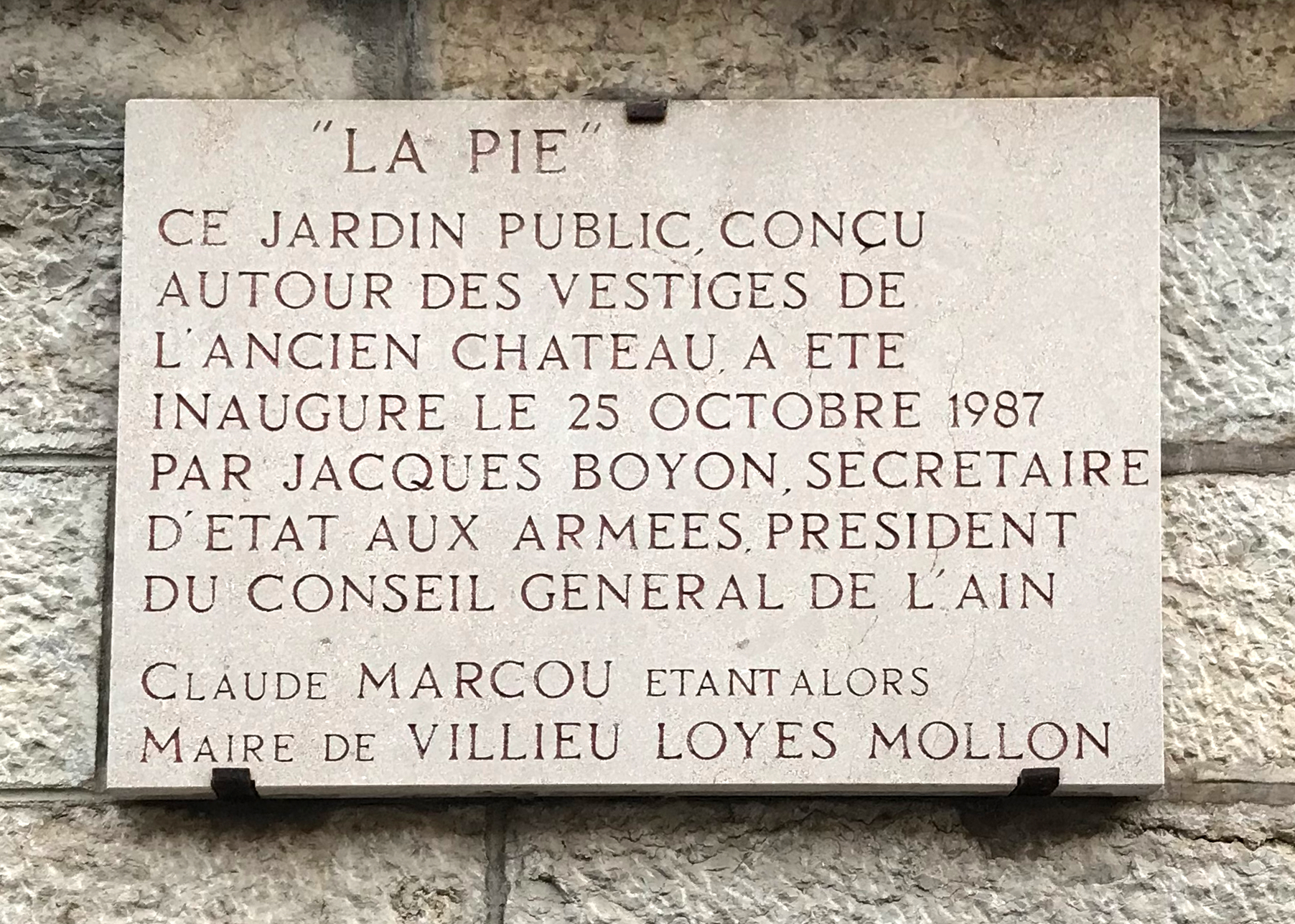
Plaque commémorative de l'inauguration du parc de la Pie à Loyes mentionnant la présence de Jacques Boyon, en tant que secrétaire d'état aux armées et président du conseil général de l'Ain (25 octobre 1987).

Jacques Boyon est le fils de Marc Boyon, normalien et agrégé de grammaire, et d'Eliane Barbe, une enseignante en lettres, d'histoire et de géographie, et frère de Michel Boyon, 
Jacques Boyon est par ailleurs membre du comité d'honneur du Mouvement initiative et liberté.
Ancien élève de l'ENA, il est nommé en 1960 auditeur à la Cour des comptes. Il y est promu conseiller maître en 1986. Il est député de l'Ain, maire de Pont-d'Ain, président du Conseil général de l'Ain ainsi que secrétaire d'état à la défense sous le gouvernement de cohabitation de Jacques Chirac de 1986 à 1988. Il est président du Conseil du Léman de 1989 à 1991.
Il est ensuite président du Conseil d'Administration de l'Institut de relations internationales et stratégiques entre 2005 et 2012.

## Affaire des emplois fictifs du RPR
Trésorier du RPR de 1990 à 1993, il est mis en examen dans l'Affaire des emplois fictifs de la mairie de Paris (RPR). Assisté par le pénaliste Olivier Baratelli, il sera condamné avec sursis.